# Morchella angusticeps
Morchella angusticeps är en svampart som beskrevs av Peck 1887. Morchella angusticeps ingår i släktet Morchella och familjen Morchellaceae.   Inga underarter finns listade i Catalogue of Life.

## Bildgalleri

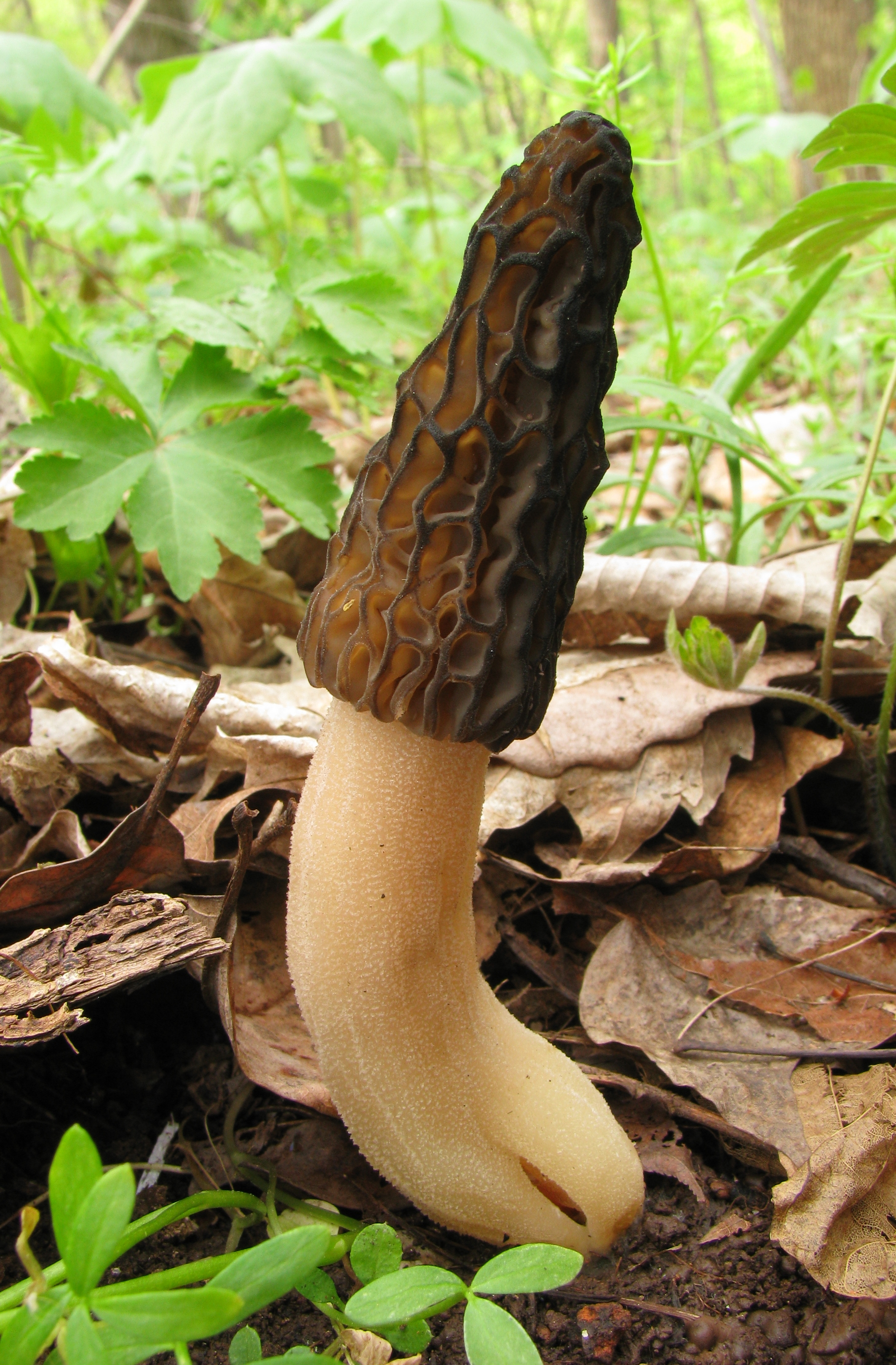